# Nhà máy nhiệt điện Sơn Động
Nhà máy Nhiệt điện Sơn Động là một nhà máy nhiệt điện dùng than do Tập đoàn Công nghiệp Than - Khoáng sản Việt Nam làm chủ đầu tư xây dựng năm 2004. Công suất thiết kế của nhà máy 220MW, bao gồm hai khối tổ máy (mỗi khối gồm: 1 lò hơi tầng sôi tuần hoàn (Lò CFB), 1 tua bin ngưng hơi thuần tuý, một máy phát công suất 110MW 50 Hz). Địa điểm đặt nhà máy được chọn tại thôn Đồng Rì, xã Thanh Luận, huyện Sơn Động, tỉnh Bắc Giang - cách mỏ than Đồng Rì 2,5 km và nằm trong vùng đệm của Khu bảo tồn phía Tây Yên Tử. Nhà máy sẽ được cung cấp than thông qua tuyến băng tải nối với mỏ than Đồng Rì và nước phục vụ vận hành nhà máy được lấy từ hai nguồn: suối Đồng Rì và suối Nước Vàng bằng cách đắp đập ngăn suối tạo thành hồ chứa. Nhà máy được khởi công thi công xây dựng vào ngày 29/11/2005 và sẽ hoàn thành vào tháng 12/2008, dự kiến tổ máy số 1 sẽ chính thức phát điện vào tháng 4/2009.